# Spooky Action
『Spooky Action』（スプーキー・アクション）は、ポール・ドレイパーが2003年のマンサン解散後、2017年に初めてリリースしたスタジオアルバム。 プロデュースはポール・ドレイパー本人による。
2017年8月18日付の全英アルバムチャートで19位、インディーズチャートで3位。

## 収録曲
A面
1. ドント・ポーク・ザ・ベア "Don’t Poke The Bear" — (6分49秒)
2. グレイ・ハウス "Grey House" — (4分43秒)
3. シングス・ピープル・ウォント "Things People Want " — (3分58秒)

B面
1. フーズ・ウェアリング・ザ・トラウザーズ "Who’s Wearing The Trousers" — (4分45秒)
2. ジェラシー・イズ・ア・パワフル・エモーション "Jealousy Is A Powerful Emotion" — (5分38秒)
3. フレンズ・メイク・ザ・ワースト・エネミーズ "Friends Make The Worst Enemies" — (6分49秒)

C面
1. フィーリング・マイ・ハート・ラン・スロウ "Feeling My Heart Run Slow" — (4分26秒)
2. ユー・ドント・リアリー・ノウ・サムワン・ティル・ユー・フォール・アウト・ウィズ・ゼム "You Don’t Really Know Someone ‘Til You Fall Out With Them" — (5分35秒)
3. キャント・ゲット・フェアラー・ザン・ザット "Can’t Get Fairer Than That" — (3分13秒)

D面
1. フィール・ライク・アイ・ワナ・ステイ "Feel Like I Wanna Stay" — (2分45秒)
2. ジ・インナー・ホイール  "The Inner Wheel" — (5分24秒)

全曲ポール・ドレイパー作、プロデュース。
ただし、A面1、B面2,3、C面2、D面2はポール・ドレイパーとザ・アンコレスの共作、
A面3はポール・ドレイパーとRichard Ayreの共作、
D面1はポール・ドレイパーとDominic Chadの共作。

## 日本盤
『Spooky Action』日本盤は、日本盤ボーナストラック4曲を追加して2017年9月6日に発売。
＜収録曲＞
1. Don’t Poke The Bear / ドント・ポーク・ザ・ベア
2. Grey House / グレイ・ハウス
3. Things People Want / シングス・ピープル・ウォント
4. Who’s Wearing The Trousers / フーズ・ウェアリング・ザ・トラウザーズ
5. Jealousy Is A Powerful Emotion / ジェラシー・イズ・ア・パワフル・エモーション
6. Friends Make The Worst Enemies / フレンズ・メイク・ザ・ワースト・エネミーズ
7. Feeling My Heart Run Slow / フィーリング・マイ・ハート・ラン・スロウ
8. You Don’t Really Know Someone ‘Til You Fall Out With Them / ユー・ドント・リアリー・ノウ・サムワン・ティル・ユー・フォール・アウト・ウィズ・ゼム
9. Can’t Get Fairer Than That / キャント・ゲット・フェアラー・ザン・ザット
10. Feel Like I Wanna Stay / フィール・ライク・アイ・ワナ・ステイ
11. The Inner Wheel / ジ・インナー・ホイール
12. No Ideas feat. Steven Wilson / ノー・アイデアズ・フィーチャリング・スティーヴン・ウィルソン*
13. The Silence Is Deafening / ザ・サイレンス・イズ・デフェニング*
14. Some Things Are Better Left Unsaid / サム・シングズ・アー・ベター・レフト・アンセッド*
15. Don’t You Wait It Might Never Comeドント・ユー・ウェイト・イット・マイト・ネヴァー・カム*

- 日本盤ボーナス・トラック